# Guadalhorce
Guadalhorce je název řeky na jihu Španělska v autonomní oblasti Andalusie. Pramení poblíž obce Los Azores nedaleko města Loja. Pokračuje na západ přes Antequerskou komarku a poté se stáčí na jih. Západně od Málagy se pak po 165 kilometrech vlévá dvěma rameny do Středozemního moře. Guadalhorce je důležitým vodním tokem, který je využíván k závlahám. Je to taky největší řeka v okresu Málaga. Má i svůj význam historický – odpradávna se kolem řeky usazovali obyvatelé a dnes se zde dějí archeologické vykopávky zejména v oblasti Antequerské komarky.
V deltě Guadalhorce se nachází přírodní rezervace Desembocadura del Guadalhorce.